# 257
| 257                |
| ------------------ |
| Dødsfald - Fødsler |
|                    |

| Gregoriansk kalender | 257 CCLVII              |
| Ab urbe condita      | 1010                    |
| Armensk kalender     | I/T                     |
| Kinesiske kalender   | 2953 – 2954 丙子 – 丁丑 |
| Etiopisk kalender    | 249 – 250               |
| Jødisk kalender      | 4017 – 4018             |
| Hindukalendere       |                         |
| - Vikram Samvat      | 312 – 313               |
| - Shaka Samvat       | 179 – 180               |
| - Kali Yuga          | 3358 – 3359             |
| Iransk kalender      | 365 BP – 364 BP         |
| Islamisk kalender    | 376 BH – 375 BH         |

Se også 257 (tal)

## Født
- Nintoku, japansk kejser
- Gregor Lysbringeren

## Dødsfald
- Sankt Pons
- Pave Stefan 1.